# Гигинці
Ги́гинці (болг. Гигинци) — село в Перницькій області Болгарії. Входить до складу общини Брезник.

## Населення
За даними перепису населення 2011 року у селі проживали 136 осіб, з них 128 осіб (98,5%) — болгари.
Розподіл населення за віком у 2011 році:
Динаміка населення: